# Maqan ibn Kaki
Abu-Mansur Maqan o Màkan ibn Kaki o ibn Kakuy fou un general daylamita que va governar el Tabaristan, Kerman i Gurgan i el principat d'Amol entre 928 i 940.
Era de la família de prínceps d'Ashkawar, una petita família de prínceps locals de la regió de Ranikuh, a l'est del Gilan, a la costa de la mar Càspia. Vers el 918 va entrar al servei del daï alida al-Hàssan ibn al-Qàssim contra el seu rival Jàfar ibn al-Hàssan (fill d'al-Utruix, «el Sord», que havia mort el 917). Després va estar al servei d'altres prínceps alides. Des de vers el 923 va tenir com a col·laborador a Àsfar ibn Xirawayhí, un altre cap daylamita que es va revoltar contra Maqan. Finalment el 928 Asfar, aliat a un cap de nom Mardawij ibn Ziyar, va derrotar a Maqan i li va prendre Tabaristan i Gurgan. Va fugir al Daylam on va reunir forces (segurament fou llavors que Alí ibn Buya el fundador de la dinastia buwàyhida conegut després com a Imad-ad-Dawla, es va incorporar al seu exèrcit, però el 931 es va passar al servei de Mardawij) i va recuperar el Tabaristan, sota el nominal govern d'un daï alida, vers el 929, però derrotat per les forces de Mardawij, lloctinent d'Asfar ibn Shirawayhí, en fou altra vegada expulsat i se li va donar el feu d'Amol. En les lluites del 931, enderrocat i mort Asfar per Mardawij, Maqan es va apoderar del Tabaristan i Gurgan i va arribar fins a Nixapur on fou atacat per Mardawij que ara governava a Rayy, Kazwin i Jibal. Maqan fou derrotat i es va retirar abandonat Gurgan i Tabaristan, i passant a territori samànida.
L'emir samànida Nasr ibn Àhmad el va nomenar governador de Kerman (vers 933). Des de llavors no va parar de conspirar contra Mardawij que el 935 fou assassinat pels soldats esclaus, suposadament comprats per Maqan. Maqan va abandonar Kerman i es va presentar a la zona on es va apoderar del Gurgan, del que es va proclamar governador en nom dels samànides. Llavors es va aliar a un germà de Mardawij, de nom Wuixamguir ibn Ziyar, que va fundar la dinastia ziyàrida.
Maqan va rebutjar vers el 939 la sobirania samànida. L'emir samànida va enviar contra ell (940) un exèrcit dirigit per Abu-Alí Àhmad ibn Muhtadj Čaghani que va entrar a la ciutat de Gurgan, d'on Maqan va fugir cap a Rayy, possessió del seu aliat Wuixamguir. El general samànida els va atacar a la zona, a un llogaret anomenat Ishakabad, en direcció a Damghan, i els dos aliats foren derrotats el 25 de desembre del 940 i Maqan va morir en combat, i el seu cap fou enviat a l'emir samànida a Bukharà i reenviada després al califa de Bagdad.
El seu cosí al-Hàssan ibn Firuzan, va crear una branca familiar que va governar localment a Amol fins vers l'any 1000.